# Phytocoeteopsis ramunni
Phytocoeteopsis ramunni is een zeeanemonensoort uit de familie Haliactiidae. De anemoon komt uit het geslacht Phytocoeteopsis. Phytocoeteopsis ramunni werd in 1936 voor het eerst wetenschappelijk beschreven door Panikkar. 